# 5 octobre 1940
Le samedi 5 octobre 1940 est le 279e jour de l'année 1940.

## Naissances
- Alberto Bombassei, homme politique italien
- Milena Dravić, actrice serbe
- Nick Clements (mort le 30 août 2009), linguiste américain
- Philippe Hamon, critique littéraire, essayiste et universitaire français
- Rein Aun (mort le 11 mars 1995), athlète soviétique (estonien), spécialiste des épreuves combinées
- Sid Ahmed Agoumi, acteur algérien
- Victor Pavlov (mort le 24 août 2006), acteur russe

## Décès
- Max Ferner (né le 18 avril 1881), écrivain allemand
- Silvestre Revueltas (né le 31 décembre 1899), compositeur, violoniste et chef d'orchestre mexicain

## Événements
- Création de la 11e armée allemande
- Arrestation par la police parisienne de 300 communistes[réf. nécessaire]